# Comuna Vodeane, Kompaniivka
Vodeane (în ucraineană Водяне) este o comună în raionul Kompaniivka, regiunea Kirovohrad, Ucraina, formată din satele Nîjnea Vodeana și Vodeane (reședința).

## Demografie
Componența lingvistică a comunei Vodeane
     Ucraineană (96,32%)
     Rusă (2,27%)
     Română (1,42%)
Conform recensământului din 2001, majoritatea populației comunei Vodeane era vorbitoare de ucraineană (96,32%), existând în minoritate și vorbitori de rusă (2,27%) și română (1,42%).